# Concetto Pozzati

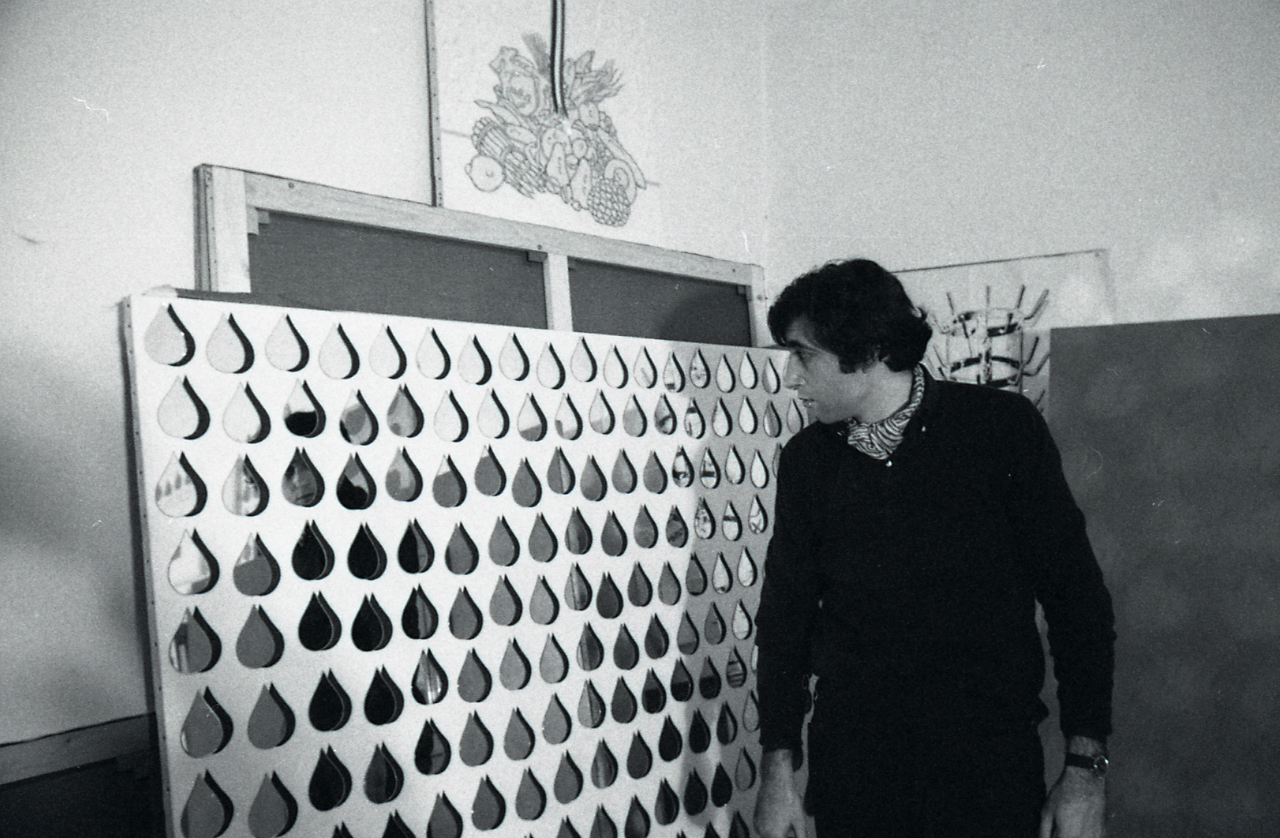
Concetto Pozzati Porträt in seinem Atelier in Bologna von Paolo Monti, 1969 (Fondo Paolo Monti, BEIC)

Concetto Pozzati (* 10. Dezember 1935 in Vo bei Padua, Italien; † 1. August 2017 in Bologna, Italien) war ein italienischer Maler und Grafiker. Er lebte und arbeitete in Bologna.

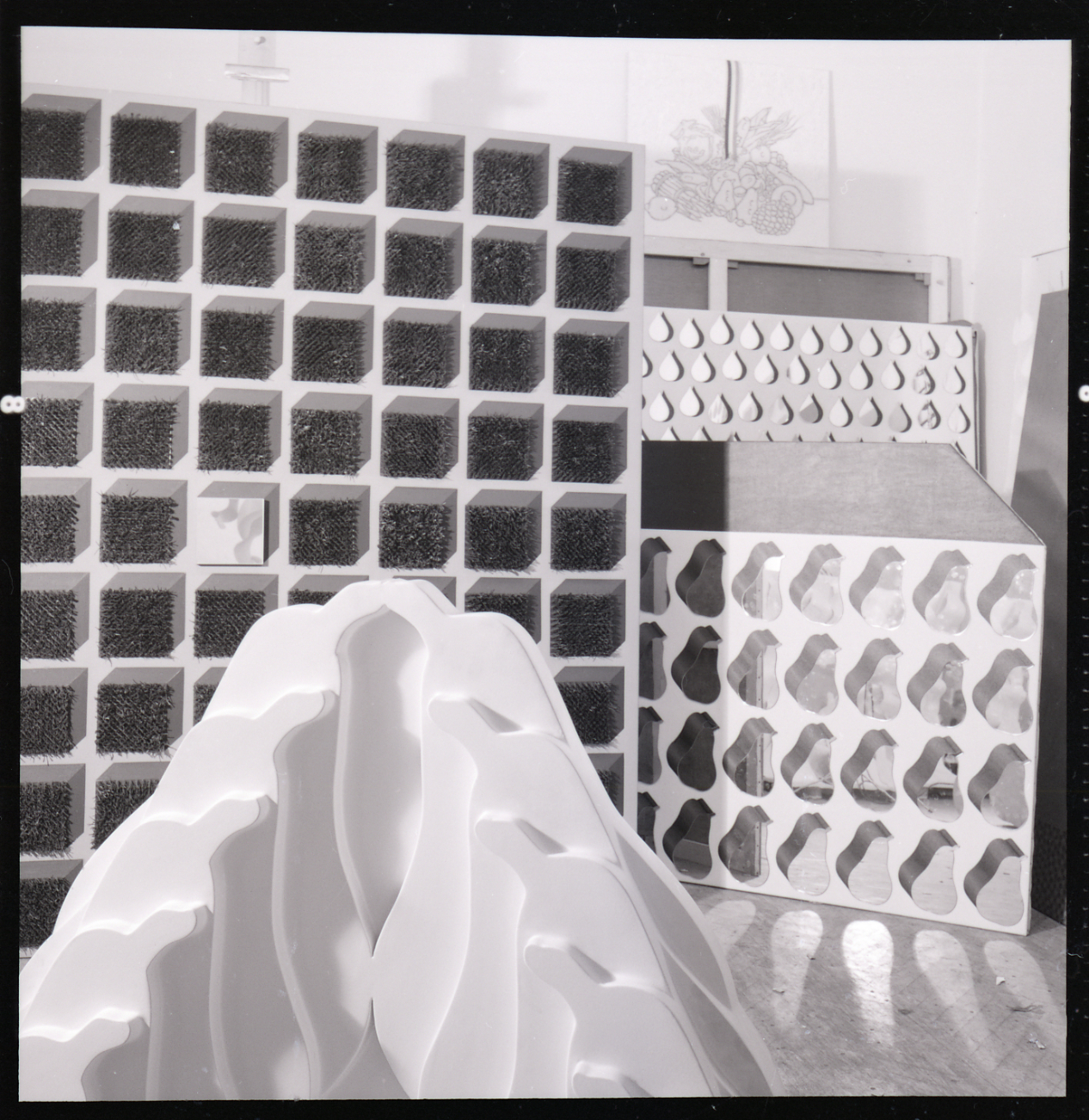
Werke von Pozzati in seinem Atelier in Bologna fotografiert von Paolo Monti, 1969 (Fondo Paolo Monti, BEIC)

## Leben und Werk

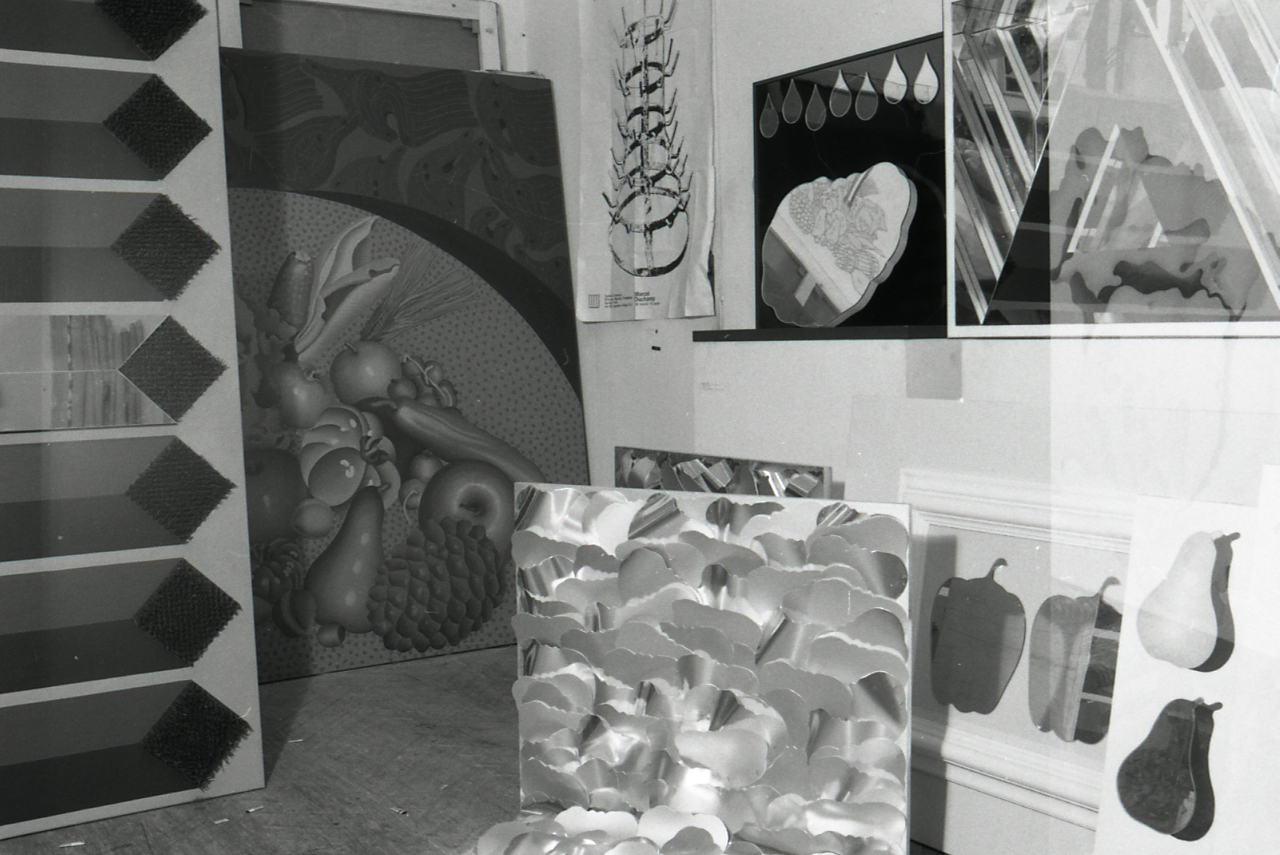
Werke von Pozzati in seinem Atelier in Bologna fotografiert von Paolo Monti, 1969 (Fondo Paolo Monti, BEIC)

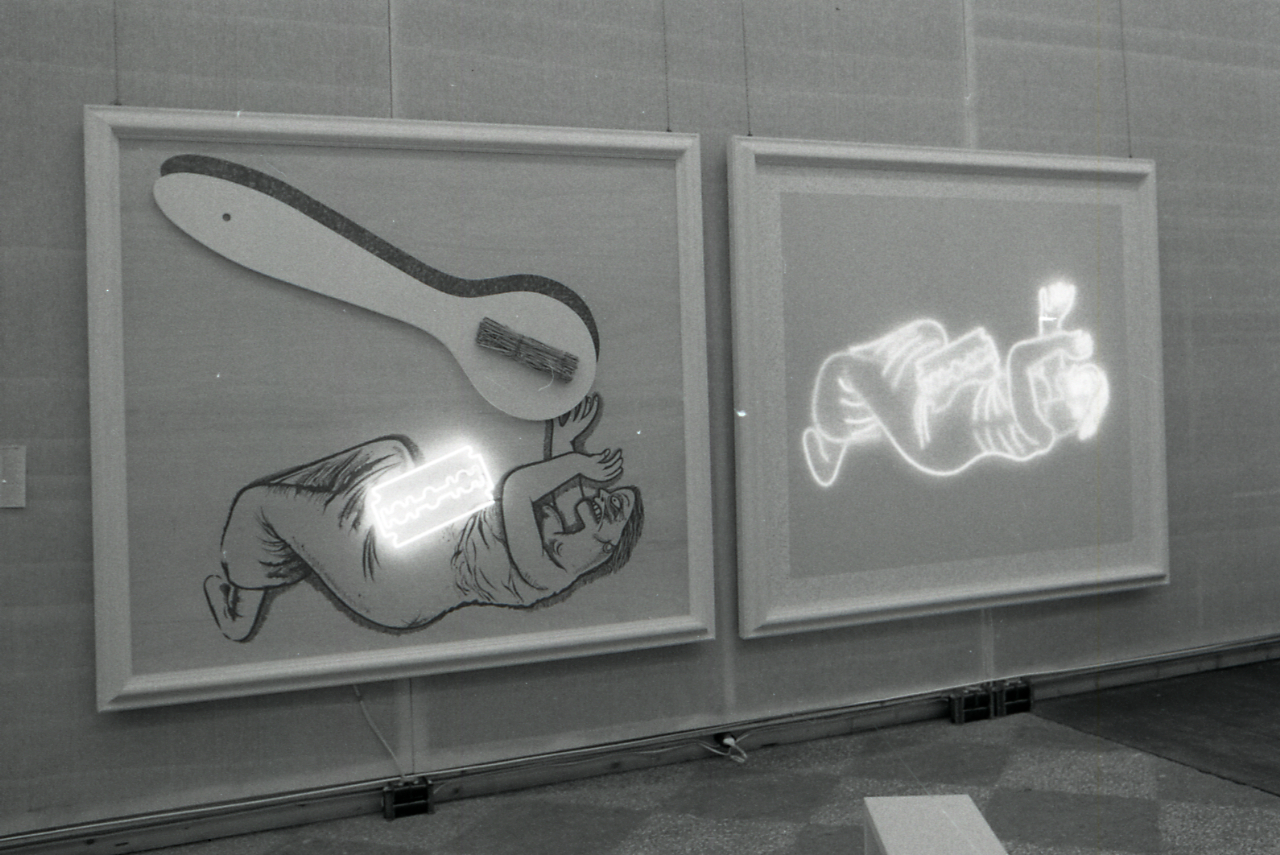
Internationale Biennale der jungen Maler, Bologna, 1970. Foto von Paolo Monti, 1969 (Fondo Paolo Monti, BEIC)

Concetto Pozzati wurde in Padua geboren. Seine Familie zog 1942 nach Assago, möglichst weit weg vom Kriegsgeschehen des Zweiten Weltkriegs. Seit 1949 lebte und arbeitete Pozzati in Bologna, wo er auch am Istituto d’Arte unter anderem bei Venanzio Baccilieri, Paul Manaresi und Quinto Ghermandi studierte. Er interessierte sich neben der Kunst auch für das Studium der Architektur, zog nach Paris und lernte dort und in Italien die Anwendung der Gebrauchsgrafik.
Ab 1955 nahm er an großen nationalen und internationalen Ausstellungen teil und bekam zahlreiche Auszeichnungen und Anerkennungen. Im Jahr 1959 hatte er seine erste Einzelausstellung in Mailand. Im Jahr 1964 war er Teilnehmer der documenta III in Kassel in der Abteilung Malerei. Von 1967 bis 1973 lehrte Pozzati an der Accademia di Belle Arti in Urbino, später noch an den Akademien in Florenz und Venedig. Er war Leiter der Abteilung Malerei an der Accademia di Belle Arti in Bologna. Er war Mitglied der Accademia di San Luca. In den Jahren 1972 und 1980 war er Teilnehmer der Biennale von Venedig. Im Jahr 1975 wurde er in Florenz mit dem Perseo d'oro, zusammen mit Riccardo Muti und Umberto Eco, ausgezeichnet.
Im Jahr 1977 gründete er, zusammen mit Giulio Turcato, Carla Accardi, Gianni Colombo, Emilio Tadini, Carmelo Cappello und Mimmo Rotella die Gruppe Cooperarte die Ausstellungen in ganz Italien organisiert. Von 1993 bis 1996 war er Kulturbeisitzer der Stadt Bologna. Nach 1998 war er künstlerischer Leiter der Casa del Mantegna in Mantua.
Concetto Pozzati war ein wichtiger Vertreter der italienischen modernen Abstrakten Malerei. Seine Kunst zeichnete sich durch die Verwendung von unterschiedlichen Materialien aus. Er war bekannt für seine zahlreichen Collagen.